# Coloring Book
Coloring Book (englisch für „Malbuch“) ist das dritte Mixtape des US-amerikanischen Rappers Chance the Rapper. Es wurde am 13. Mai 2016 im Eigenvertrieb ausschließlich zum Download veröffentlicht.

## Produktion
Ein Großteil des Mixtapes wurde von The Social Experiment produziert, die an acht Instrumentals beteiligt waren. Der Musikproduzent Lido war an zwei Liedern beteiligt. Weitere Produktionen stammen von Kanye West, Kaytranada, Brasstracks, Francis and the Lights, Ware, CBMIX, Stix, Rascal, Cottontale, Garren und Cam O’bi.

## Covergestaltung
Das Albumcover ist ein gemaltes Bild, das Chance the Rapper zeigt, der den Blick nach unten richtet und lächelt. Er trägt ein lila Baseballcap, auf dem die weiße Zahl 3 steht. Im Hintergrund ist rosa Himmel zu sehen.

## Gastbeiträge
Auf dem Mixtape sind neben Chance the Rapper viele weitere Künstler vertreten. Diese sind vor allem andere Rapper, wie Kanye West, Lil Wayne, 2 Chainz, D.R.A.M., Young Thug, Lil Yachty, Future und Jay Electronica, aber auch Sänger, wie Justin Bieber, Jeremih, T-Pain, Kirk Franklin, Ty Dolla Sign, Raury, BJ the Chicago Kid und Anderson .Paak. Außerdem stammen Gastbeiträge von unbekannteren Künstlern, wie Francis and the Lights, dem Chicago Children’s Choir, Saba, Towkio, Knox Fortune, My Cousin Nicole, Eryn Allen Kane und Noname. Lediglich die Lieder Blessings und Same Drugs sind Solotracks von Chance the Rapper.

## Titelliste
| #  | Titel                  | Gastmusiker                                              | Produzent                         | Länge |
| -- | ---------------------- | -------------------------------------------------------- | --------------------------------- | ----- |
| 1  | All We Got             | Kanye West, Chicago Children’s Choir                     | Kanye West, The Social Experiment | 3:23  |
| 2  | No Problem             | Lil Wayne, 2 Chainz                                      | Brasstracks                       | 5:04  |
| 3  | Summer Friends         | Jeremih, Francis and the Lights                          | Francis and the Lights            | 4:50  |
| 4  | D.R.A.M. Sings Special | D.R.A.M.                                                 | The Social Experiment, Ware       | 1:41  |
| 5  | Blessings              |                                                          | The Social Experiment             | 3:41  |
| 6  | Same Drugs             |                                                          | The Social Experiment, Lido       | 4:17  |
| 7  | Mixtape                | Young Thug, Lil Yachty                                   | CBMIX, Stix                       | 4:52  |
| 8  | Angels                 | Saba                                                     | Lido, The Social Experiment       | 3:26  |
| 9  | Juke Jam               | Justin Bieber, Towkio                                    | Rascal, Cottontale                | 3:39  |
| 10 | All Night              | Knox Fortune                                             | Kaytranada                        | 2:21  |
| 11 | How Great              | Jay Electronica, My Cousin Nicole                        | The Social Experiment             | 5:37  |
| 12 | Smoke Break            | Future                                                   | Garren                            | 3:46  |
| 13 | Finish Line / Drown    | T-Pain, Kirk Franklin, Eryn Allen Kane, Noname           | The Social Experiment             | 6:47  |
| 14 | Blessings (Reprise)    | Ty Dolla Sign, Raury, BJ the Chicago Kid, Anderson .Paak | The Social Experiment, Cam O’bi   | 3:50  |

## Rezeption

### Kritiken
Das Mixtape erhielt durchgängig positive Kritiken. Thomas Haas von der Internetseite laut.de bewertete Coloring Book mit vier von möglichen fünf Punkten. Er beschreibt es als „Genreneuschöpfung“ aus „klassischem und zeitgenössischem Hip Hop, Spoken Word, Soul, Jazz und Funk“. Es würde aufgrund der „organischen Instrumentierung“ sowie der Chöre „zweifelsfrei einem Gospel-Album gerecht“ und gehöre zum „Aufregendsten, was es in diesem Jahr im Hip Hop zu hören gibt“.
In den Jahresbestenlisten mehrerer Magazine und Internetseiten, darunter Rolling Stone und Pitchfork, wurde Coloring Book in die Top 10 der besten Alben gewählt.

### Auszeichnungen
Coloring Book gewann bei den Grammy Awards 2017 den Preis als bestes Rapalbum, womit es das erste Mixtape ist, das diese Auszeichnung erhielt. Außerdem ist es das erste nur zum Streaming veröffentlichte Album, das einen Grammy gewinnen konnte. Das Lied No Problem bekam des Weiteren die Auszeichnung in der Kategorie Beste Rap-Darbietung.

## Kommerzieller Erfolg

### Chartplatzierungen und Singles
Coloring Book stieg am 4. Juni 2016 auf Platz 8 in die US-amerikanischen Albumcharts ein und ist damit die erste Veröffentlichung, die ausschließlich aufgrund von Streaming die Billboard 200 erreichte. Insgesamt konnte sich das Album 125 Wochen in den Top 200 halten.
Als Singles wurden die Lieder Angels, No Problem (US #43, 26 Wo.) und Summer Friends ausgekoppelt. Zudem erreichte der Song Blessings aufgrund hoher Einzeldownloads für eine Woche Rang 93 der US-Charts.
| ChartsChartplatzierungen       | Höchstplatzierung | Wochen |
| ------------------------------ | ----------------- | ------ |
| Vereinigte Staaten (Billboard) | 8 (125 Wo.)       | 125    |

| ChartsJahrescharts (2016)      | Platzierung |
| ------------------------------ | ----------- |
| Vereinigte Staaten (Billboard) | 72          |

| ChartsJahrescharts (2017)      | Platzierung |
| ------------------------------ | ----------- |
| Vereinigte Staaten (Billboard) | 33          |

| ChartsJahrescharts (2018)      | Platzierung |
| ------------------------------ | ----------- |
| Vereinigte Staaten (Billboard) | 132         |

### Auszeichnungen für Musikverkäufe
| Land/Region       | Auszeichnungen für Musikverkäufe (Land/Region, Auszeichnung, Verkäufe) | Verkäufe |
| ----------------- | ---------------------------------------------------------------------- | -------- |
| Neuseeland (RMNZ) | Gold                                                                   | 7.500    |
| Insgesamt         | 1× Gold ·                                                              | 7.500    |